# 安斯沃思 (内布拉斯加州)
安斯沃思（英語：Ainsworth）是一個位於美國內布拉斯加州布朗縣的城市。根據2010年美國人口普查，該地共人口1728人，而該地的面積約為2.60平方千米。同時該地也是布朗縣的縣治。

## 地理
安斯沃思的座標為42°32′51″N 99°51′32″W / 42.54750°N 99.85889°W，而該地的平均海拔高度為768米（即2520英尺）。